# Назарово (Собинский район)
Назарово — деревня в Собинском районе Владимирской области России, входит в состав Воршинского сельского поселения.

## География
Деревня расположена в 12 км на северо-восток от центра поселения села Ворша и в 21 км на северо-восток от райцентра города Собинка. 

## История
В конце XIX — начале XX века деревня входила в состав Одерихинской волости Владимирского уезда, с 1926 года — в составе Владимирской волости. В 1859 году в деревне числилось 30 дворов, в 1905 году — 30 дворов, в 1926 году — 37 хозяйств.
С 1929 года деревня входила в состав Семеновского сельсовета Владимирского района, с 1945 года — в составе Ставровского района, с 1965 года — в составе Бабаевского сельсовета Собинского района, с 2005 года — в составе Воршинского сельского поселения. 

## Население
| 1859 | 1905 | 1926 |
| ---- | ---- | ---- |
| 182  | 168  | 156  |

| 1859 | 1905 | 1926 | 2002 | 2010 | 2021 |
| ---- | ---- | ---- | ---- | ---- | ---- |
| 182  | ↘168 | ↘156 | ↘2   | ↗10  | ↘9   |